# Polyrhanis
Polyrhanis is een geslacht van kevers uit de familie van de loopkevers (Carabidae). De wetenschappelijke naam van het geslacht is voor het eerst geldig gepubliceerd in 1963 door Rivalier.

## Soorten
Het geslacht Polyrhanis omvat de volgende soorten:
- Polyrhanis ancorifera (W.Horn, 1897)
- Polyrhanis arfakensis Matalin & Wiesner, 2008
- Polyrhanis aruana (Dokhtouroff, 1887)
- Polyrhanis barbata (W.Horn, 1895)
- Polyrhanis bennigsenia (W.Horn, 1901)
- Polyrhanis boisduvali (W.Horn, 1896)
- Polyrhanis cheesmanae (Nidek, 1954)
- Polyrhanis cristobalica Cassola, 1987
- Polyrhanis declivis (W.Horn, 1900)
- Polyrhanis delicata (Bates, 1874)
- Polyrhanis denudata (W.Horn, 1935)
- Polyrhanis deuvei Cassola, 1986
- Polyrhanis excisilabris (W.Horn, 1905)
- Polyrhanis fakfakensis Cassola & Werner, 1996
- Polyrhanis funerata (Boisduval, 1835)
- Polyrhanis gressitti Cassola, 1986
- Polyrhanis guineensis (W.Horn, 1892)
- Polyrhanis holgeri Schule, 1998
- Polyrhanis holynskii Wiesner, 2000
- Polyrhanis innocens (W.Horn, 1893)
- Polyrhanis innocentior (W.Horn, 1904)
- Polyrhanis jo (W.Horn, 1900)
- Polyrhanis kampeni (W.Horn, 1913)
- Polyrhanis kibbyi Cassola, 1987
- Polyrhanis klynstrai (Nidek, 1954)
- Polyrhanis korupuncola Wiesner, 1999
- Polyrhanis latipalpis Cassola, 1987
- Polyrhanis loriai (W.Horn, 1897)
- Polyrhanis microgemmea (W.Horn, 1932)
- Polyrhanis neopupilligera Cassola & Werner, 2001
- Polyrhanis oceanica (Cassola, 1983)
- Polyrhanis olthofi (Nidek, 1959)
- Polyrhanis paulae Cassola, 1986
- Polyrhanis perrinae Cassola, 1986
- Polyrhanis placida (Schaum, 1863)
- Polyrhanis plurigemmosa (W.Horn, 1937)
- Polyrhanis postmarginata Cassola, 1987
- Polyrhanis pseudopupillata (W.Horn, 1938)
- Polyrhanis pseudopupilligera Cassola, 1986
- Polyrhanis pupillata (Schaum, 1863)
- Polyrhanis pupilligera (Chaudoir, 1865)
- Polyrhanis ribbei (W.Horn, 1895)
- Polyrhanis riedeli Cassola & Werner, 1996
- Polyrhanis samuelsoni Cassola, 1986
- Polyrhanis sedlaceki Cassola, 1987
- Polyrhanis toxopeusi (Nidek, 1959)
- Polyrhanis tuberculifera Cassola, 1986
- Polyrhanis vannideki Cassola, 1986
- Polyrhanis variolosa (Blanchard, 1842)
- Polyrhanis vitiensis (Blanchard, 1842)
- Polyrhanis waigeoensis Cassola & Werner, 2001